# Compsoctena melitoplaca
Compsoctena melitoplaca is een vlinder uit de familie van de Eriocottidae. De wetenschappelijke naam van de soort is voor het eerst geldig gepubliceerd in 1927 door Meyrick.